# Reserva natural de Koshi Tappu

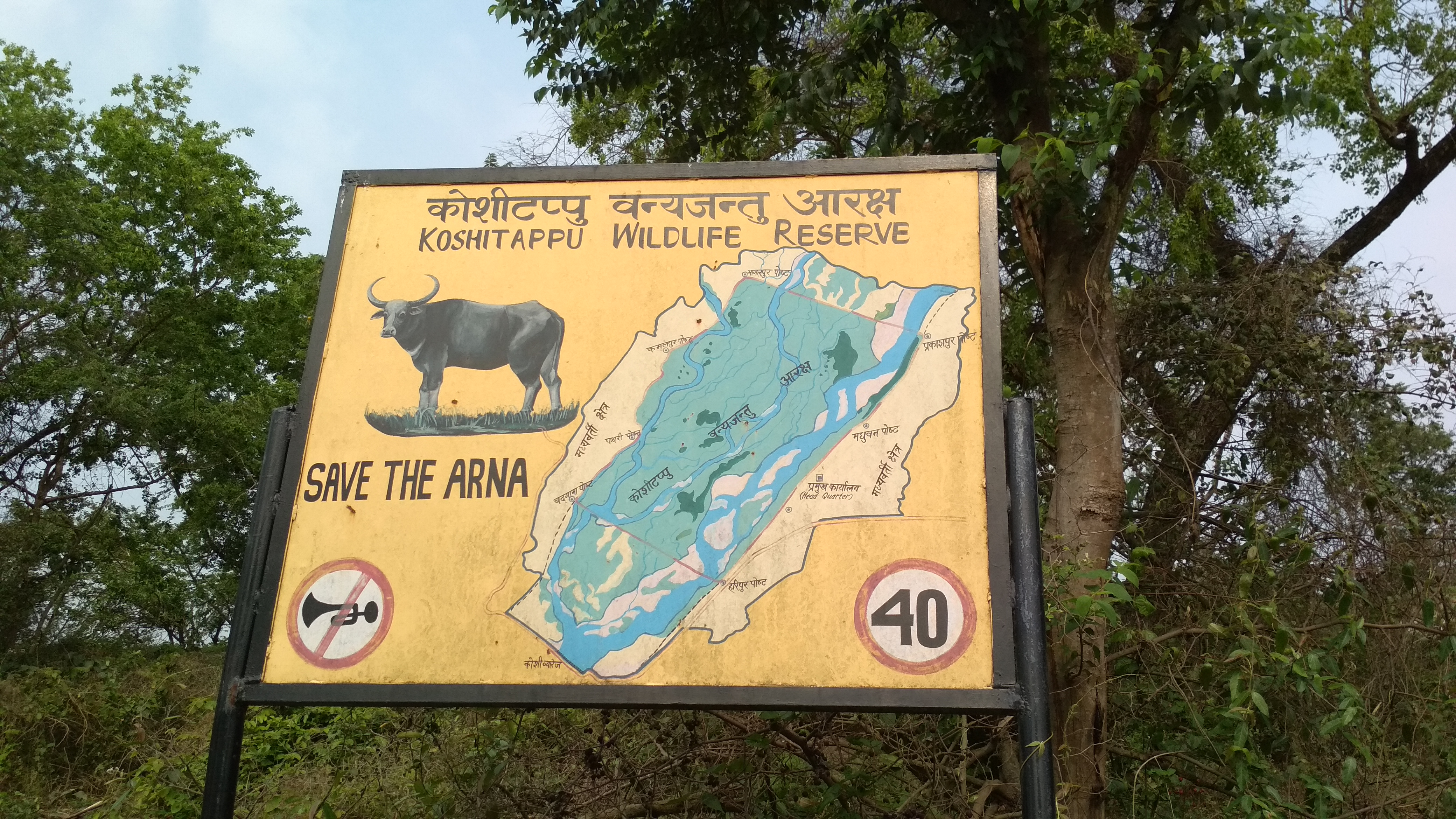
Entrada a la Reserva natural de Koshi Tappu

La Reserva natural de Koshi Tappu es un área protegida en Terai, en el este de Nepal, que cubre 175 km2 de humedales en los distritos de Sunsari, Saptari y Udayapur. Comprende extensos cañaverales y pantanos de agua dulce en la planicie aluvial del río Kosi, y varía en elevación de 75 a 81 m. Fue establecida en 1976 y designada como sitio Ramsar en diciembre de 1987. Alberga la última manada de búfalos de agua salvaje (Bubalus arnee) que queda en Nepal.

## Historia
Durante 1997 y 1998, se realizó una encuesta de entrevistas en el VDC (la comunidad) de Paschim Kasuha adyacente al este de la reserva para investigar el alcance del conflicto entre el parque y la gente. Los hallazgos mostraron que el búfalo de agua salvaje y el jabalí fueron los principales invasores de cultivos entre septiembre y febrero. Se encontraron grandes cantidades de ganado pastando libremente dentro de la reserva. La población local es responsable del aprovechamiento ilegal de los productos del bosque, la caza furtiva y la pesca fluvial dentro de la reserva.
En 2005, la reserva, junto con la presa de Koshi, fue identificada como una de las 27 Áreas Importantes para las Aves de Nepal.

## Vegetación

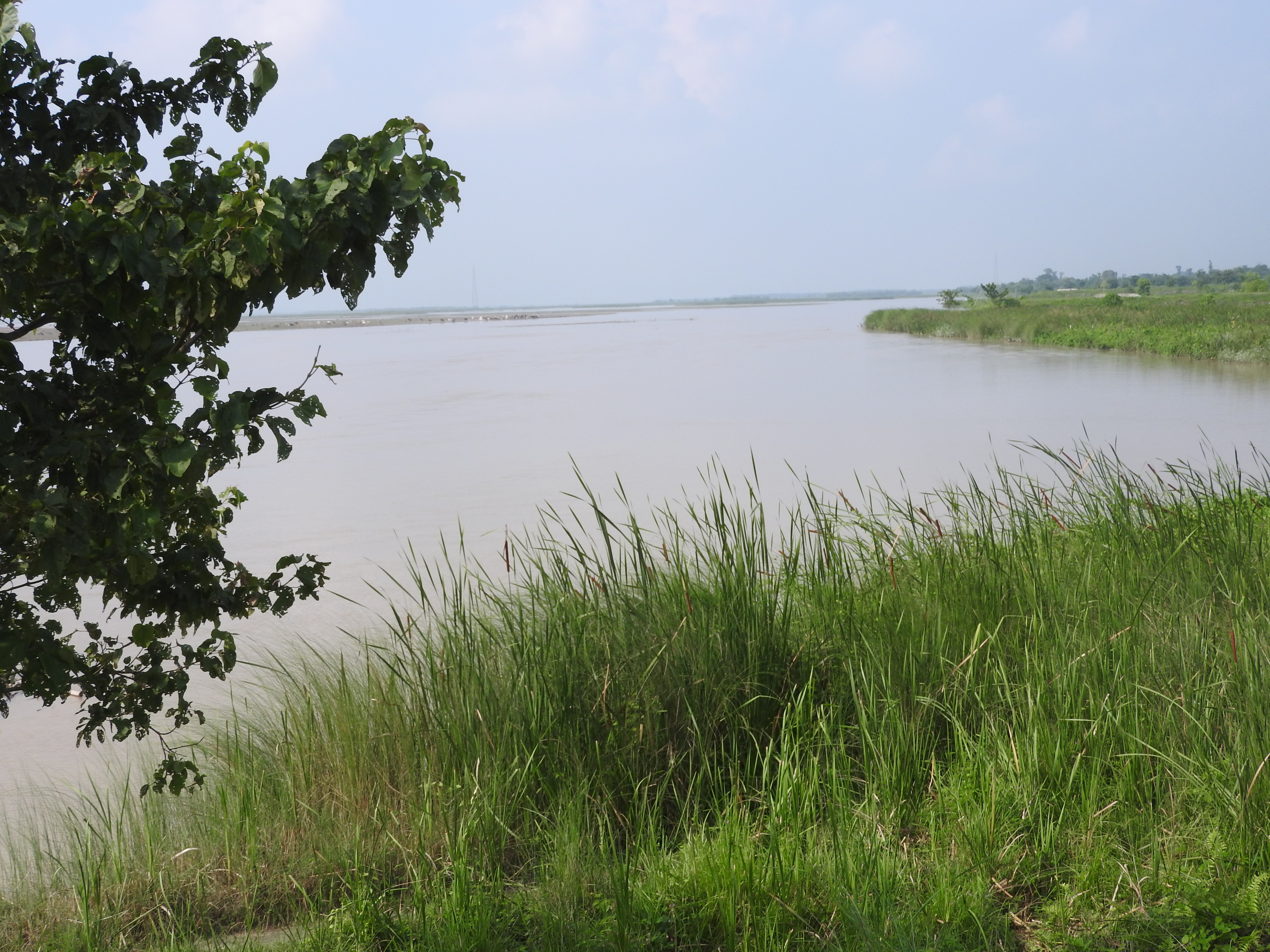
Llanura aluvial del río Koshi.

La vegetación de la reserva se caracteriza principalmente por bosque mixto caducifolio ribereño, pastizales y vegetación palustre. La cobertura de pastizales es del 68%, en comparación con solo alrededor del 6% de bosque, en el que predomina el palo de rosa de la India . Los parches de bosque de Acacia catechu son más frecuentes hacia la parte noroeste. Los pastizales cerca de los cuerpos de agua corriente se mantienen gracias a las inundaciones anuales y al pastoreo de la vida silvestre. El río Sapta Koshi, un afluente del Ganges, provoca inundaciones rápidas e intensas durante la temporada de lluvias. En los extensos humedales se encuentran 514 especies de plantas que incluyen ceiba, caña de azúcar, junco, totora, Imperata cylindrica, Vallisneria y especies de Eichhornia, Hydrilla, Azolla y loto.

## Fauna

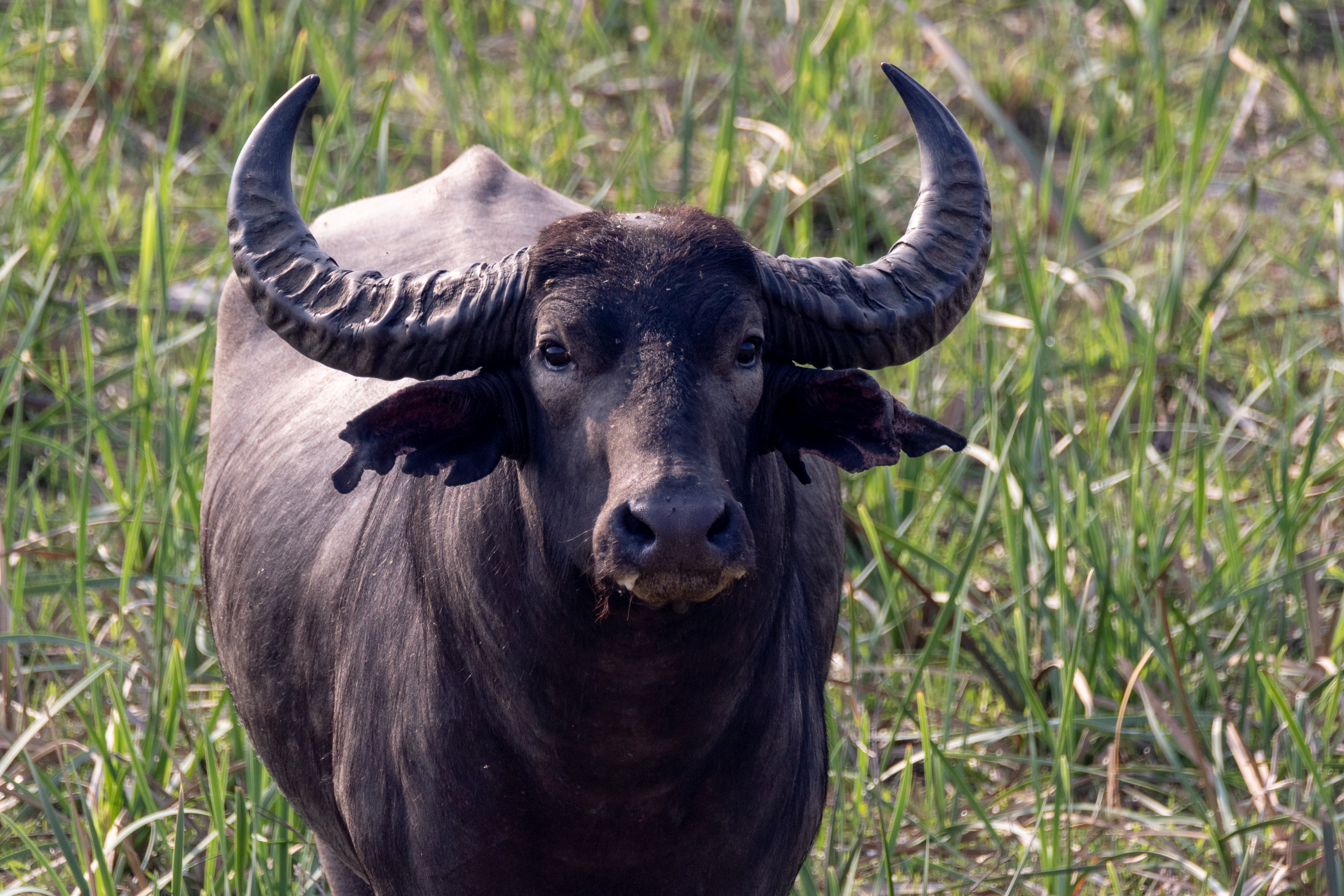
Búfalo de agua en Koshi Tappu

Una amplia gama de animales habita el área protegida. En sus cursos de agua y estanques se han registrado 200 especies de peces, la mayoría residentes. Se registran dos especies de sapos, nueve especies de ranas, seis especies de lagartijas, cinco especies de serpientes y once especies de tortugas. También se encuentran gaviales y cocodrilo de las marismas.

### Mamíferos
Las 31 especies de mamíferos registradas incluyen el elefante asiático, el ciervo manchado, el ciervo porcino, el jabalí, la nutria de pelo liso y el chacal dorado. El delfín del río Ganges ha sido avistado en el río Koshi. Gaures y nilgós han disminuido en número. La última población restante de Nepal de alrededor de 150 búfalos de agua salvajes habita en el área. Esta población ahora ha crecido a un total de 432 individuos con una tasa de crecimiento anual de 7,27 por ciento, según el último censo realizado en 2016. Con este aumento de la población, las autoridades están planeando un posible traslado de algunos búfalos de agua salvajes a las llanuras aluviales del Parque Nacional de Chitwan, donde fueron eliminados alrededor de la década de 1950. Si ocurre la translocación propuesta, esto presentará un escenario natural de depredador-presa, ya que los búfalos de agua salvaje en Koshi Tappu han carecido de sus depredadores naturales en forma de tigre, leopardo y dhole durante bastante tiempo.

### Aves
Entre las 485 especies de aves destacan la gallineta crestada, el chotacabras hindú, el búho sombrío, el oruguero cabecinegro, la tarabilla coliblanca,  la yerbera palustre, el marabú argala, el  pigargo de Pallas, el porrón osculado y la pagaza piconegra. También se encuentran el francolín palustre y la prinia de Burnes.
En la primavera de 2011, se registraron 17 sisones bengalíes de nueve sitios diferentes a lo largo de 39 km (24,2 mi) en un tramo norte-sur del río Koshi . Siete eran machos y 10 eran hembras. Solo se registraron cinco individuos fuera de la reserva, dos parejas al norte de Koshi Tappu y una hembra vista dos veces cerca del área del embalse de Koshi.